# Balaci
Balaci è un comune della Romania di 2 125 abitanti, ubicato nel distretto di Teleorman, nella regione storica della Muntenia.
Il comune è formato dall'unione di 3 villaggi: Balaci, Burdeni, Tecuci.